# Bobby Parks
Bobby Ray Parks (26 november 1962 – Pasay, 30 maart 2013) was een Amerikaans professioneel basketballer. Parks bracht het in 1984 net niet tot het definitieve NBA-team van de Atlanta Hawks en speelde daarna in buitenlandse competities in Frankrijk en de Filipijnen. Hij werd zevenmaal tot beste buitenlandse speler van de Filipijnse profcompetitie PBA gekozen en is daarmee een van de meest gevierde buitenlandse spelers in de PBA aller tijden.

## Biografie
Parks speelde college-basketbal voor Memphis State University en werd met de Memphis Tigers tweemaal kampioen in de Metro Conference. Bij de NBA Draft van 1984 werd hij in de derde ronde als 58e van de 228 spelers gekozen door de Atlanta Hawks. Hoewel hij in het voorseizoen nog speelde, werd hij niet opgenomen in de definitieve selectie voor het NBA-seizoen 1984. Parks vertrok daarop naar Frankrijk waar hij in 1986 een seizoen lang speelde voor hij besloot zijn carrière in de Filipijnse profcompetitie PBA voort te zetten.
Parks debuteerde in het seizoen 1987 voor San Miguel Beer. Aansluitend speelde hij van 1988 tot 1998 voor Formula Shell. In 13 seizoenen PBA groeide Parks uit tot een van de grootheden in de competitie. Hij behaalde een totaal aantal van 8.955 punten, 3.370 rebounds en meer dan 1000 assists in 221 wedstrijden. In zijn gehele PBA-carrière behaalde hij een gemiddelde van 40,5 punten per wedstrijden, waarmee hij samen met Billy Ray Bates, Lew Massey, Larry McNeill en Norman Black behoort tot een select groepje van vijf import-spelers die dit presteerden. In het seizoen 1989 haalde zelfs hij een gemiddelde van 52,6 punten per wedstrijd. Parks werd zevenmaal gekozen tot beste buitenlandse speler van de PBA en leidde zijn team vijfmaal naar een kampioenschap. Naast zijn basketbalcarrière speelde Parks ook in enkele Filipijnse films.
In 2009 werd Parks opgenomen in de Hall of Fame van de PBA. Een jaar later vestigde hij zich in de Filipijnen, waar hij ging werken als assistent directeur atletiek van de National University. In 2011 werd hij aangesteld als coach van de San Miguel Beermen, een profteam uitkomend in de Asean Basketball League. Met dat team bereikte hij de finaleserie. Na dat seizoen diende hij om gezondheidsredenen zijn ontslag in.
Bij Parks werd in 2008 kanker geconstateerd. In 2013 overleed Parks op 50-jarige leeftijd aan de gevolgen van deze ziekte in het San Juan de Dios Hospital in Pasay. Parks was getrouwd met Jasmine Parks en had drie kinderen. Direct na zijn overlijden werd besloten om de jaarlijkse onderscheiding voor beste buitenlandse speler van de PBA te vernoemen naar Parks.